# Alusomyia grisescens
Alusomyia grisescens är en tvåvingeart som beskrevs av Villeneuve 1936. Alusomyia grisescens ingår i släktet Alusomyia och familjen köttflugor.
Artens utbredningsområde är Niger. Inga underarter finns listade i Catalogue of Life.